# Marathon Oil Tower
De Marathon Oil Tower is een wolkenkrabber in Houston, Verenigde Staten. De kantoortoren, die staat aan 5555 San Felipe Street, werd in 1983 voltooid door de W. S. Bellows Construction Corporation.

## Ontwerp
De Marathon Oil Tower is 171,3 meter hoog, telt 41 verdiepingen en heeft een totale oppervlakte van 116.128 vierkante meter. Het bevat een auditorium en meerdere cafés en restaurants. Bij de toren hoort een parkeergarage van 10 bovengrondse en 3 ondergrondse verdiepingen. Het is door Pierce Goodwin Alexander & Linille in modernistische stijl ontworpen.